# Legati pontifici di Bologna
I Legati pontifici erano i rappresentanti dello Stato della Chiesa nella città di Bologna durante l'Età moderna; nel corso del tempo i loro incarichi variarono, a seconda delle diverse condizioni politiche e del grado di assoggettamento a Roma. Durante questo periodo, la città e il suo territorio rimasero inquadrati all'interno dello Stato pontificio come una Legazione, dotata di privilegi e statuti autonomi.
A partire dal 1447, con la promulgazione dei Capitoli da parte di Papa Niccolò V, l'assetto istituzionale di Bologna assunse una forma stabile, nonostante l'annessione definitiva allo Stato della Chiesa avvenne solo nel 1506. Questa situazione rimase sostanzialmente inalterata fino al 1796, quando in seguito alle vicende della Campagna d'Italia il potere pontificio decadde e si formò una repubblica di breve durata.

## Legazioni pontificie nel medioevo
Le prime legazioni della Santa Sede a Bologna si ebbero nel XIII secolo, durante il conflitto tra Federico II e la Lega Lombarda. Queste legazioni erano nomine papali per il controllo delle operazioni di guerra, non missioni volte ad ottenere il dominio su particolari territori. Tuttavia il cardinale Ottaviano degli Ubaldini rafforzò la sua influenza in città (era già vescovo dal 1240) diventando legato per la Lombardia e la Romagna nel marzo 1247. Agendo in stretta cooperazione col Comune di Bologna, guidò con successo le campagne militari fino al 1252, quando si scontrò con Papa Innocenzo IV.
A partire dal 1278 le legazioni si intensificarono, dal momento che Bologna e la Romagna passarono dalla giurisdizione imperiale al dominio dello Stato della Chiesa, in seguito ad un accordo tra Papa Niccolò III e l'imperatore Rodolfo I d'Asburgo. Immediatamente fu inviato Latino Malabranca, nipote dello stesso Niccolò III, come legato pontificio; a reggere la città fu posto Bertoldo Orsini, altro nipote del papa, nominalmente Podestà ma di fatto rappresentato da un vicario. La legazione però duro ben poco poiché le nuove autorità, facendo rientrare la fazione sconfitta dei Lambertazzi, provocarono tumulti in città che fecero ritornare i rappresentanti papali a Roma già nel 1280.
Nel corso del Trecento si rinnovarono gli intenti di riprendere il controllo della città tramite diverse legazioni. Un tentativo si ebbe con il Cardinale Orsini nel 1306, che però rimase coinvolto nello scontro tra fazioni interne e nel giro di poco tempo venne cacciato da una sollevazione popolare. Un ulteriore insuccesso fu registrato con Bertrando del Poggetto: arrivato nel 1327 con lo scopo di realizzare una corte pontificia a Bologna, una sorta di avamposto italiano della Curia avignonese, la sua legazione si concluse bruscamente dopo qualche anno a causa di una ribellione.
In seguito alla conquista di Bologna dell'Albornoz venne instaurato un dominio più solido, ma anche questo fu interrotto nel 1376 con l'ennesima rivolta che portò al ripristino degli ordinamenti comunali. Il susseguirsi di questi fallimenti dimostrarono l'inadeguatezza dei programmi della Santa Sede, che ottenne definitivamente il governo stabile su Bologna solo dal 1512.

## Cronotassi dei legati

### Secoli XIII-XV
| Inizio            | Fine              | Nome                         | Ritratto | Stemma | Carica | Note                                                                   | Fonti              |
| ----------------- | ----------------- | ---------------------------- | -------- | ------ | --- | ---------------------------------------------------------------------- | ------------------ |
| 1306              |                   | Napoleone Orsini             |          |        | Cardinale Legato | Cacciato da una rivolta popolare                                       | [ 4 ]              |
| 1327              | 1334              | Bertrando del Poggetto       |          |        | Cardinale Legato | Cacciato da una rivolta popolare                                       | [ 5 ] [ 7 ]        |
| 1360              |                   | Egidio Albornoz              |          |        | Cardinale Legato |                                                                        | [ 7 ]              |
| 1361              | 1364              | Gómez de Albornoz            |          |        | Governatore di Bologna |                                                                        | [ 7 ]              |
| 1364              |                   | Arduino de la Roche          |          |        | Cardinale Legato |                                                                        | [ 7 ]              |
| 1364              |                   | Pietro Tommaso               |          |        | Vicario |                                                                        | [ 7 ]              |
| 1364              | 1367              | Daniele Del Carretto         |          |        | Rettore di Bologna, poi di Romagna |                                                                        | [ 7 ]              |
| 1368              | 1371              | Angelo di Grisac             |          |        | Vicario delle Marche, dell’Umbria e della Toscana                                                                                            |                                                                        | [ 7 ]              |
| 1371              | 1374              | Pierre d'Estaing             |          |        | Vicario Generale |                                                                        | [ 7 ] [ 8 ]        |
| 1374              | 1376              | Guglielmo Noellet            |          |        | Cardinale Legato e Vicario | Imprigionato dai bolognesi nel 1376                                    | [ 7 ]              |
| 1380              | 1389              | Filippo Carafa               |          |        | Cardinale Legato per Bologna e le Romagne |                                                                        | [ 7 ]              |
| 22 gennaio 1403   | 17 maggio 1410    | Baldassarre Cossa            |          |        | Cardinale Legato per Bologna e la Romagna | Eletto Papa col nome di Giovanni XXIII al Conclave di Bologna nel 1410 | [ 7 ] [ 9 ]        |
| 8 settembre 1409  | 15 febbraio 1411  | Corrado Caracciolo           |          |        | Cardinale Legato |                                                                        | [ 7 ] [ 9 ]        |
| 22 febbraio 1411  | 12 maggio 1411    | Enrico Minutolo              |          |        | Cardinale Legato di Bologna, Romagna e Ferrara e Vicario di Bologna, Forlì e Ferrara                                                         | Nominato dall'Antipapa Giovanni XXIII                                  | [ 9 ]              |
| 31 agosto 1412    | 2 ottobre 1412    | Antonio Porziani             |          |        | Luogotenente | Nominato dall'Antipapa Giovanni XXIII                                  | [ 7 ] [ 9 ]        |
| 20 dicembre 1413  | 5 gennaio 1416    | Antonio Casini               |          |        | Governatore di Bologna e della Romagna | Nominato dall'Antipapa Giovanni XXIII                                  | [ 7 ] [ 9 ]        |
| 19 agosto 1420    | 22 agosto 1423    | Alfonso Carrillo de Albornoz |          |        | Cardinale Legato e Vicario di Bologna, Romagna e territori della Santa Sede                                                                  |                                                                        | [ 7 ] [ 9 ]        |
| 31 luglio 1423    | 7 settembre 1424  | Gabriele Condulmer           |          |        | Cardinale Legato e Vicario di Bologna, Romagna e altri territori della Santa Sede                                                            | Successivamente eletto Papa col nome di Eugenio IV                     | [ 7 ] [ 9 ]        |
| 23 maggio 1424    | 1º agosto 1428    | Louis Aleman                 |          |        | Governatore di Bologna e Romagna con pieni poteri dal 1426 Cardinale Legato e Vicario di Bologna, Romagna e altri territori della Santa Sede | Creato cardinale nel 1426                                              | [ 7 ] [ 9 ]        |
| 18 giugno 1429    | 25 giugno 1430    | Lucido Conti                 |          |        | Cardinale Legato di Romagna e Vicario generale di Bologna                                                                                    |                                                                        | [ 7 ] [ 9 ]        |
| 25 giugno 1430    | 25 giugno 1431    | Niccolò Acciapaccia          |          |        | Governatore di Bologna | Incarico solo titolare                                                 | [ 7 ] [ 9 ] [ 10 ] |
| 26 aprile 1431    | 27 settembre 1431 | Giovanni Boscoli             |          |        | Governatore Generale di Bologna |                                                                        | [ 9 ]              |
| 19 agosto 1431    | 27 gennaio 1433   | Fantino Dandolo              |          |        | Governatore di Bologna e Romagna con poteri di Legato de latere                                                                              | Laico                                                                  | [ 7 ] [ 9 ]        |
| 6 febbraio 1433   | 15 giugno 1434    | Marco Condulmer              |          |        | Governatore di Bologna e Romagna con poteri di Legato de latere                                                                              | Nipote di Papa Eugenio IV; Catturato dai Canetoli                      | [ 7 ] [ 9 ]        |
| 23 giugno 1434    | 18 agosto 1434    | Bartolomeo Zabarella         |          |        | Governatore di Bologna |                                                                        | [ 9 ]              |
| agosto 1434       |                   | Giovanni Vitelleschi         |          |        | Governatore di Bologna e Romagna | Incarico solo titolare                                                 | [ 9 ] [ 10 ]       |
| 5 ottobre 1435    | 21 maggio 1438    | Daniele Scotti               |          |        | Governatore di Bologna e Romagna | Nipote di Papa Eugenio IV                                              | [ 7 ] [ 9 ]        |
| 24 marzo 1437     |                   | Jean de la Rochetaillée      |          |        | Cardinale Legato di Bologna | Incarico solo titolare (muore il giorno stesso della nomina)           | [ 7 ] [ 9 ] [ 10 ] |
| 13 settembre 1442 |                   | Ludovico Scarampo            |          |        | Cardinale Legato di Campagna e Marittima, Roma, Terre Arnolfe, Ducato, Marca, Romagna, Ravenna e Bologna                                     | Incarico solo titolare                                                 | [ 9 ] [ 10 ]       |

### 1447 - 1796
Il nuovo assetto politico definito dai Capitoli di Niccolo V stabilizzò la figura del Legato pontificio a Bologna. Fino al pontificato di Giulio II il rappresentante papale condivideva il potere sulla città coi Bentivoglio, che di fatto governavano Bologna in maniera sostanzialmente indipendente. Solo nel 1506 venne integrata definitivamente nello Stato della Chiesa, mentre l'autonomia locale era rappresentata dal Senato aristocratico.
La durata nell'incarico nel Quattrocento rimase variabile, per poi stabilizzarsi nei secoli successivi in mandati triennali, in qualche caso rinnovabili.
| Inizio            | Fine                 | Nome                                 | Ritratto | Stemma | Carica                                                          | Note                                                   | Fonti           |
| ----------------- | -------------------- | ------------------------------------ | -------- | ------ | --------------------------------------------------------------- | ------------------------------------------------------ | --------------- |
| 15 agosto 1447    | 14 settembre         | Nicolò Amidani                       |          |        | Governatore di Bologna                                          |                                                        | [ 9 ]           |
| 25 luglio 1447    | 24 agosto 1449       | Astorre Agnesi                       |          |        | Governatore di Bologna e Romagna poi Cardinale Legato           | Creato cardinale nel 1448                              | [ 7 ] [ 9 ]     |
| 19 novembre 1449  | 26 gennaio 1450      | Giacomo Vannucci                     |          |        | Governatore di Bologna                                          |                                                        | [ 7 ] [ 9 ]     |
| 27 febbraio 1450  | 30 aprile 1455       | Bessarione                           |          |        | Cardinale Legato e Vicario di Bologna e Romagna                 |                                                        | [ 7 ] [ 9 ]     |
| 13 giugno 1455    | 4 agosto 1458        | Giovanni Ludovico Milà               |          |        | Governatore e Vicario di Bologna e Romagna poi Cardinale Legato | Nipote di Papa Callisto III; creato cardinale nel 1456 | [ 7 ] [ 9 ]     |
| 23 ottobre 1458   | 27 aprile 1468       | Angelo Capranica                     |          |        | Governatore e Vicario di Bologna e Romagna poi Cardinale Legato | Creato cardinale nel 1460                              | [ 7 ] [ 9 ]     |
| 4 luglio 1468     | 24 dicembre 1470     | Giovanni Battista Savelli            |          |        | Governatore di Bologna e Romagna                                |                                                        | [ 7 ] [ 9 ]     |
| 5 luglio 1471     | 22 ottobre 1483      | Francesco Gonzaga                    |          |        | Cardinale Legato di Bologna e Romagna                           |                                                        | [ 7 ] [ 9 ]     |
| 27 ottobre 1483   | 20 settembre 1484    | Giuliano della Rovere                |          |        | Cardinale Legato di Bologna e Romagna                           | Successivamente eletto Papa col nome di Giulio II      | [ 7 ] [ 9 ]     |
| 21 settembre 1484 | giugno - luglio 1485 | Giovanni Battista Savelli            |          |        | Cardinale Legato di Bologna                                     | Secondo incarico                                       | [ 7 ] [ 9 ]     |
| 1º agosto 1485    | 2 ottobre 1499       | Ascanio Maria Sforza                 |          |        | Cardinale Legato di Bologna e Romagna                           |                                                        | [ 7 ] [ 9 ]     |
| 2 ottobre 1499    | 17 gennaio 1500      | Giovanni Borgia il Minore            |          |        | Cardinale Legato di Bologna e Romagna                           | Nipote di Papa Alessandro VI                           | [ 7 ] [ 9 ]     |
| 8 febbraio 1500   | 25 agosto 1500       | Cesare Nacci                         |          |        | Governatore di Bologna                                          |                                                        | [ 7 ] [ 9 ]     |
| 29 luglio 1500    | 22 febbraio 1503     | Giovanni Battista Orsini             |          |        | Cardinale Legato di Bologna e Romagna                           |                                                        | [ 7 ] [ 9 ]     |
| 21 maggio 1503    | 23 maggio 1504       | Federico Sanseverino                 |          |        | Cardinale Legato di Bologna                                     | Incarico solo titolare                                 | [ 9 ] [ 10 ]    |
| 24 maggio 1504    | 2 febbraio 1507      | Galeotto Franciotti della Rovere     |          |        | Cardinale Legato di Bologna                                     | Nipote di Papa Giulio II                               | [ 7 ] [ 9 ]     |
| 20 febbraio 1507  | 2 agosto 1508        | Antonio Ferrero                      |          |        | Cardinale Legato di Bologna                                     |                                                        | [ 9 ]           |
| 19 maggio 1508    | 24 maggio 1511       | Francesco Alidosi                    |          |        | Cardinale Legato di Bologna e Romagna                           |                                                        | [ 7 ] [ 9 ]     |
| 25 maggio 1511    | 22 settembre 1511    | Pietro Isvalies                      |          |        | Cardinale Legato di Bologna e Romagna                           | Incarico solo titolare                                 | [ 9 ] [ 9 ]     |
| 6 ottobre 1511    | 9 marzo 1513         | Giovanni de' Medici                  |          |        | Cardinale Legato di Bologna e Romagna                           | Successivamente eletto Papa col nome di Leone X        | [ 7 ] [ 9 ]     |
| 1º settembre 1514 | 15 dicembre 1522     | Giulio de' Medici                    |          |        | Cardinale Legato di Bologna                                     | Successivamente eletto Papa col nome di Clemente VII   | [ 7 ] [ 9 ]     |
| 30 dicembre 1523  | 17 settembre 1535    | Innocenzo Cybo                       |          |        | Cardinale Legato di Bologna                                     |                                                        | [ 7 ] [ 9 ]     |
| 1º settembre 1536 | 19 novembre 1538     | Guido Ascanio Sforza                 |          |        | Cardinale Legato di Bologna                                     |                                                        | [ 7 ] [ 9 ]     |
| 1º settembre 1539 | 10 ottobre 1540      | Bonifacio Ferrero                    |          |        | Cardinale Legato di Bologna                                     |                                                        | [ 7 ] [ 9 ]     |
| 21 gennaio 1542   | 24 agosto 1542       | Gasparo Contarini                    |          |        | Cardinale Legato di Bologna                                     |                                                        | [ 7 ] [ 9 ]     |
| 2 aprile 1544     | 3 luglio 1548        | Giovanni Gerolamo Morone             |          |        | Cardinale Legato di Bologna                                     |                                                        | [ 7 ] [ 9 ]     |
| 13 luglio 1548    | 7 febbraio 1550      | Giovanni Maria del Monte             |          |        | Cardinale Legato di Bologna                                     | Successivamente eletto Papa col nome di Giulio III     | [ 7 ] [ 9 ]     |
| 5 marzo 1550      | 7 aprile 1551        | Marcello Crescenzi                   |          |        | Cardinale Legato di Bologna                                     | Nominato Legato perpetuo di Bologna e Ravenna dal 1543 | [ 7 ] [ 9 ]     |
| 9 settembre 1551  | 3 giugno 1552        | Giovanni Domenico de Cupis           |          |        | Cardinale Legato di Bologna                                     |                                                        | [ senza fonte ] |
| 3 giugno 1552     | 3 febbraio 1554      | Innocenzo del Monte                  |          |        | Cardinale Legato di Bologna                                     |                                                        | [ 7 ] [ 9 ]     |
| 23 maggio 1554    | 29 agosto 1555       | Giovanni Ricci                       |          |        | Cardinale Legato di Bologna                                     |                                                        | [ 9 ]           |
| 30 agosto 1555    | dicembre 1558        | Carlo Carafa                         |          |        | Cardinale Legato di Bologna                                     | Cardinal nipote di Papa Paolo IV                       | [ 7 ] [ 9 ]     |
| 26 aprile 1560    | 22 maggio 1566       | Carlo Borromeo                       |          |        | Cardinale Legato di Bologna e Romagna                           | Cardinal nipote di Papa Pio IV                         | [ 7 ] [ 9 ]     |
| 9 gennaio 1569    | 31 ottobre 1572      | Alessandro Sforza                    |          |        | Cardinale Legato di Bologna                                     |                                                        | [ 7 ] [ 9 ]     |
| 4 luglio 1580     | 14 gennaio 1584      | Pierdonato Cesi                      |          |        | Cardinale Legato di Bologna                                     |                                                        | [ 7 ] [ 9 ]     |
| 8 ottobre 1584    | 14 aprile 1585       | Giovanni Battista Castagna           |          |        | Cardinale Legato di Bologna                                     | Successivamente eletto Papa col nome di Urbano VII     | [ 7 ] [ 9 ]     |
| 15 maggio 1585    | 11 luglio 1586       | Antonio Maria Salviati               |          |        | Cardinale Legato di Bologna                                     |                                                        | [ 7 ] [ 9 ]     |
| 22 agosto 1586    | 26 ottobre 1587      | Enrico Caetani                       |          |        | Cardinale Legato di Bologna                                     |                                                        | [ 7 ] [ 9 ]     |
| 26 ottobre 1587   | 30 ottobre 1590      | Alessandro Damasceni Peretti         |          |        | Cardinale Legato di Bologna                                     | Ad intermittenza fino al 1605                          | [ 7 ] [ 9 ]     |
| 30 gennaio 1591   | 22 settembre 1592    | Paolo Emilio Sfondrati               |          |        | Cardinale Legato di Bologna                                     | Cardinal nipote di Papa Gregorio XIV                   | [ 7 ] [ 9 ]     |
| 4 novembre 1592   | 3 luglio 1605        | Alessandro Damasceni Peretti         |          |        | Cardinale Legato di Bologna                                     |                                                        | [ 7 ] [ 9 ]     |
| 25 settembre 1606 | 4 agosto 1611        | Benedetto Giustiniani                |          |        | Cardinale Legato di Bologna                                     |                                                        | [ 7 ] [ 9 ]     |
| 31 agosto 1611    | 7 gennaio 1614       | Maffeo Barberini                     |          |        | Cardinale Legato di Bologna                                     | Successivamente eletto Papa col nome di Urbano VIII    | [ 7 ] [ 9 ]     |
| 27 agosto 1614    | 17 novembre 1619     | Luigi Capponi                        |          |        | Cardinale Legato di Bologna                                     |                                                        | [ 7 ] [ 9 ]     |
| 13 ottobre 1621   | 31 gennaio 1622      | Antonio Caetani                      |          |        | Cardinale Legato di Bologna                                     |                                                        | [ 7 ] [ 9 ]     |
| 22 maggio 1623    | 26 ottobre 1627      | Roberto Ubaldini                     |          |        | Cardinale Legato di Bologna                                     |                                                        | [ 7 ] [ 9 ]     |
| 29 ottobre 1627   | 28 giugno 1631       | Bernardino Spada                     |          |        | Cardinale Legato di Bologna                                     |                                                        | [ 7 ] [ 9 ]     |
| 24 giugno 1631    | 9 gennaio 1634       | Antonio Santacroce                   |          |        | Cardinale Legato di Bologna                                     |                                                        | [ 7 ] [ 9 ]     |
| 3 aprile 1634     | 22 giugno 1637       | Benedetto Ubaldi                     |          |        | Cardinale Legato di Bologna                                     | Conosciuto anche come Benedetto Baldeschi              | [ 7 ] [ 9 ]     |
| 11 luglio 1637    | marzo 1640           | Giulio Cesare Sacchetti              |          |        | Cardinale Legato di Bologna                                     |                                                        | [ 7 ] [ 9 ]     |
| 21 maggio 1640    | 27 novembre 1642     | Stefano Durazzo                      |          |        | Cardinale Legato di Bologna                                     |                                                        | [ 7 ] [ 9 ]     |
| 1º dicembre 1642  | 12 giugno 1644       | Antonio Barberini                    |          |        | Cardinale Legato di Bologna                                     |                                                        | [ 7 ] [ 9 ]     |
| 23 luglio 1644    | 10 gennaio 1648      | Lelio Falconieri                     |          |        | Cardinale Legato di Bologna                                     |                                                        | [ 7 ] [ 9 ]     |
| 15 gennaio 1648   | 11 gennaio 1651      | Fabrizio Savelli                     |          |        | Cardinale Legato di Bologna                                     |                                                        | [ 7 ] [ 9 ]     |
| 3 luglio 1651     | 24 luglio 1652       | Pier Luigi Carafa                    |          |        | Cardinale Legato di Bologna                                     |                                                        | [ 7 ] [ 9 ]     |
| 26 agosto 1652    | 8 giugno 1658        | Giovanni Girolamo Lomellini          |          |        | Cardinale Legato di Bologna                                     |                                                        | [ 7 ] [ 9 ]     |
| 25 giugno 1658    | 6 maggio 1662        | Girolamo Farnese                     |          |        | Cardinale Legato di Bologna                                     |                                                        | [ 7 ] [ 9 ]     |
| 29 maggio 1662    | 6 giugno 1665        | Pietro Vidoni                        |          |        | Cardinale Legato di Bologna                                     |                                                        | [ 7 ] [ 9 ]     |
| 25 giugno 1665    | 6 dicembre 1669      | Carlo Carafa                         |          |        | Cardinale Legato di Bologna                                     |                                                        | [ 7 ] [ 9 ]     |
| 1º settembre 1670 | 14 settembre 1673    | Lazzaro Pallavicino                  |          |        | Cardinale Legato di Bologna                                     |                                                        | [ 7 ] [ 9 ]     |
| 22 ottobre 1673   | 16 aprile 1678       | Buonaccorso Buonaccorsi              |          |        | Cardinale Legato di Bologna                                     |                                                        | [ 7 ] [ 9 ]     |
| 9 maggio 1678     | 23 ottobre 1684      | Girolamo Gastaldi                    |          |        | Cardinale Legato di Bologna                                     |                                                        | [ 7 ] [ 9 ]     |
| 14 novembre 1684  | 8 novembre 1687      | Antonio Pignatelli                   |          |        | Cardinale Legato di Bologna                                     | Successivamente eletto Papa col nome di Innocenzo XII  | [ 7 ] [ 9 ]     |
| 10 novembre 1687  | 17 novembre 1690     | Gian Francesco Negroni               |          |        | Cardinale Legato di Bologna                                     |                                                        | [ 7 ] [ 9 ]     |
| 29 novembre 1690  | 27 giugno 1693       | Benedetto Pamphilj                   |          |        | Cardinale Legato di Bologna                                     |                                                        | [ 7 ] [ 9 ]     |
| 28 settembre 1693 | 7 gennaio 1697       | Marcello Durazzo                     |          |        | Cardinale Legato di Bologna                                     |                                                        | [ 7 ] [ 9 ]     |
| 31 maggio 1697    | 10 novembre 1698     | Giovan Battista Spinola              |          |        | Cardinale Legato di Bologna                                     |                                                        | [ 7 ] [ 9 ]     |
| 24 novembre 1698  | 20 novembre 1706     | Ferdinando d'Adda                    |          |        | Cardinale Legato di Bologna                                     |                                                        | [ 7 ] [ 9 ]     |
| 13 settembre 1706 | 24 luglio 1709       | Nicola Grimaldi                      |          |        | Cardinale Legato di Bologna                                     |                                                        | [ 7 ] [ 9 ]     |
| 9 settembre 1709  | 10 aprile 1714       | Lorenzo Casoni                       |          |        | Cardinale Legato di Bologna                                     |                                                        | [ 7 ] [ 9 ]     |
| 9 settembre 1714  | 28 giugno 1717       | Agostino Cusani                      |          |        | Cardinale Legato di Bologna                                     |                                                        | [ 7 ] [ 9 ]     |
| 12 agosto 1717    | 23 luglio 1721       | Curzio Origo                         |          |        | Cardinale Legato di Bologna                                     |                                                        | [ 7 ] [ 9 ]     |
| 1º agosto 1721    | 25 agosto 1727       | Tommaso Ruffo                        |          |        | Cardinale Legato di Bologna                                     |                                                        | [ 7 ] [ 9 ]     |
| 18 settembre 1727 | 22 ottobre 1731      | Giorgio Spinola                      |          |        | Cardinale Legato di Bologna                                     |                                                        | [ 7 ] [ 9 ]     |
| 10 novembre 1731  | 24 ottobre 1733      | Girolamo Grimaldi                    |          |        | Cardinale Legato di Bologna                                     |                                                        | [ 7 ] [ 9 ]     |
| 21 novembre 1733  | 22 febbraio 1740     | Giovanni Battista Spinola            |          |        | Cardinale Legato di Bologna                                     |                                                        | [ 7 ] [ 9 ]     |
| 10 settembre 1740 | 4 settembre 1743     | Giulio Alberoni                      |          |        | Cardinale Legato di Bologna                                     |                                                        | [ 7 ] [ 9 ]     |
| 23 settembre 1743 | 17 ottobre 1754      | Giorgio Doria                        |          |        | Cardinale Legato di Bologna                                     |                                                        | [ 7 ] [ 9 ]     |
| 11 novembre 1754  | 20 ottobre 1761      | Fabrizio Serbelloni                  |          |        | Cardinale Legato di Bologna                                     |                                                        | [ 9 ]           |
| 2 dicembre 1761   | 15 aprile 1768       | Girolamo Spinola                     |          |        | Cardinale Legato di Bologna                                     |                                                        | [ 9 ]           |
| 8 giugno 1768     | 4 marzo 1769         | Lazzaro Opizio Pallavicini           |          |        | Cardinale Legato di Bologna                                     |                                                        | [ 9 ]           |
| 26 giugno 1769    | 17 luglio 1777       | Antonio Branciforte Colonna          |          |        | Cardinale Legato di Bologna                                     |                                                        | [ 9 ]           |
| 15 dicembre 1777  | 13 agosto 1785       | Ignazio Gaetano Boncompagni Ludovisi |          |        | Cardinale Legato di Bologna                                     |                                                        | [ 9 ]           |
| 22 agosto 1785    | 18 settembre 1795    | Giovanni Andrea Archetti             |          |        | Cardinale Legato di Bologna                                     |                                                        | [ 9 ]           |
| 22 agosto 1795    | 15 giugno 1796       | Ippolito Antonio Vincenti Mareri     |          |        | Cardinale Legato di Bologna                                     |                                                        | [ 9 ]           |